# Vučina Šćekić
Vučina Šćekić (Sivac, 5. februar 1950.) srpski је književnik i likovni i književni kritičar.

## Biografija
Osnovnu školu je završio u Starom Sivcu a gimnaziju u Somboru. Studirao je na Filološkom fakultetu u Beogradu, gde je diplomirao 1973. godine na grupi za jugoslovensku književnost. Od 1973. godine živi i radi u Zrenjaninu.
Najveći deo radnog veka proveo je u kulturi, dok se nekoliko godina profesionalno bavio politikom. Bio je direktor Doma mladosti i Gradske narodne biblioteke. Prve pesme i priče objavio je u Sivačkim odjecima, somborskom Pokretu i beogradskom Frontu, a kasnije u Ulaznici, Luči, Dometima, KOV, Književnom životu, Ogledalu i dr. Bio je urednik Ulaznice i Savremene biblioteke, član Upravnog odbora Fonda „Todor Manojlović“. Član je Društva književnika Vojvodine.

## Pregled najznačajnijih dela
Autor je više književnih i likovnih kritika i osvrta, stručnih radova, monografija i izbora poezije.

### Poezija
Dan koji nedostaje („Krovovi“, Sremski Karlovci, 1994)
Prelom duše (Kulturno-umetnička zadruga „Slavija“, Novi Sad, 1995)
Drugo ime stvari (Kulturno-umetnička zadruga „Slavija“, Novi Sad, 1996)
Grad vetrova („Prometej“, Novi Sad, 1999.)
Povratak u Sivac, pesme i priče (Kov, Vršac, 2013.)
Ništa još prošlo nije (GB „Karlo Bijelicki“, Sombor i GNB „Žarko Zrenjanin“, Zrenjanin, 2018.)
Nesmireno svetlo (GNB „Žarko Zrenjanin“, Zrenjanin, 2022.).

### Romani
Besput („Prometej“, Novi Sad, 2002.)
Kod gubitnika („Agora“ i IP „Beograd“, Zrenjanin, 2006.)
Pozajmljeni zavičaji („Agora“ i GNB „Žarko Zrenjanin“, Zrenjanin, 2014.)

### Priče
Odloženi dani („Agora“ i IP „Beograd“, Zrenjanin, 2008.
Vrt na banatskoj strani sveta („Agora“ i GNB „Žarko  Zrenjanin“, Zrenjanin, 2016.)
Leto na kraju dana („Agora“ I GNB „Žarko Zrenjanin“, Zrenjanin, 2019.).